# Ancylopus nigrothoracica
Ancylopus nigrothoracica là một loài bọ cánh cứng trong họ Endomychidae. Loài này được Pal miêu tả khoa học năm 2003.